# رولف كولر
رولف كولر (بالألمانية: Rolf Köhler)‏ (24 مايو 1951 – 16 سبتمبر 2007) مغني وموسيقار ومنتج ألماني.
حقق كولر في البداية النجاح التجاري تحت اسم مستعار هو مارك دى فيل في السبعينات. كمارك دى فيل، أصدر كولر عددا من الأغاني التي تصدرت القائمة، بما في ذلك «آني (أنا لا أريد التحدث عن الطقس)»، «المشي وحيدة تحت المطر» و «كاليفورنيا». أدى كولر  مع مجموعة متنوعة من الموسيقيين، بما في ذلك ماريوس مولر وفرقة موسيقى الميتال ساكسون. كتب كولر أيضا عددا من الأغاني الألمانية الناجحة تجاريا، بما في ذلك «عندما يتعلق الأمر بالمال»، «تورتيلا» و"BIFI". كولر هو جزء من المودرن توكينغ، وهي الجوقة التي تستخدم نمطا عالي الطبقة.
توفي كولر في 16 سبتمبر 2007، بسبب سكتة أو نزيف داخلي.

## التعاون مع ديتر بولن
بعد نجاح المودرن توكينغ، تم تجنيد كولر ليؤدي النظام الأزرق في فريق بوب يضم ديتر بولن. على الرغم من أن بولن ظهر في النظام الأزرق ومقاطع الفيديو على خشبة المسرح إلا أنه كان يحرك شفتيه مزامنة مع صوت كولر. انتهت مشاركة كولن مع بولن بالعداء بعد إخبار كولر واثنان من زملائه أن بولن كان يحرك شفتيه مزامنة مع غناء كولر.

## النظام الأزرق
في عام 2003، شكل كولر جنباإلى جنب مع مايكل شولز وديتليف فيدكه والمنتج توماس فيلدرات، فرقة النظام الأزرق، والتي تطورت من النظام الأزرق والمودرن توكينغ. أنتجت فرقة النظام الأزرق أربعة ألبومات ناجحة تجاريا في كانون الثاني/ يناير 2013. الفرقة لا زالت تحتفظ بشعبيتها حيث لا تزال تحتفظ بعدد كبير من معجبي المودرن توكينغ.

## روابط خارجية
- رولف كولر على موقع ميوزك برينز (الإنجليزية)
- رولف كولر على موقع أول ميوزيك (الإنجليزية)
- رولف كولر على موقع ديسكوغز (الإنجليزية)
- الموقع الرسمي
- رولف كولر التسجيلات من ديسكاغز.كوم
- Rolf Köhler Tribute Site